# Liste des généraux morts pendant la Première Guerre mondiale

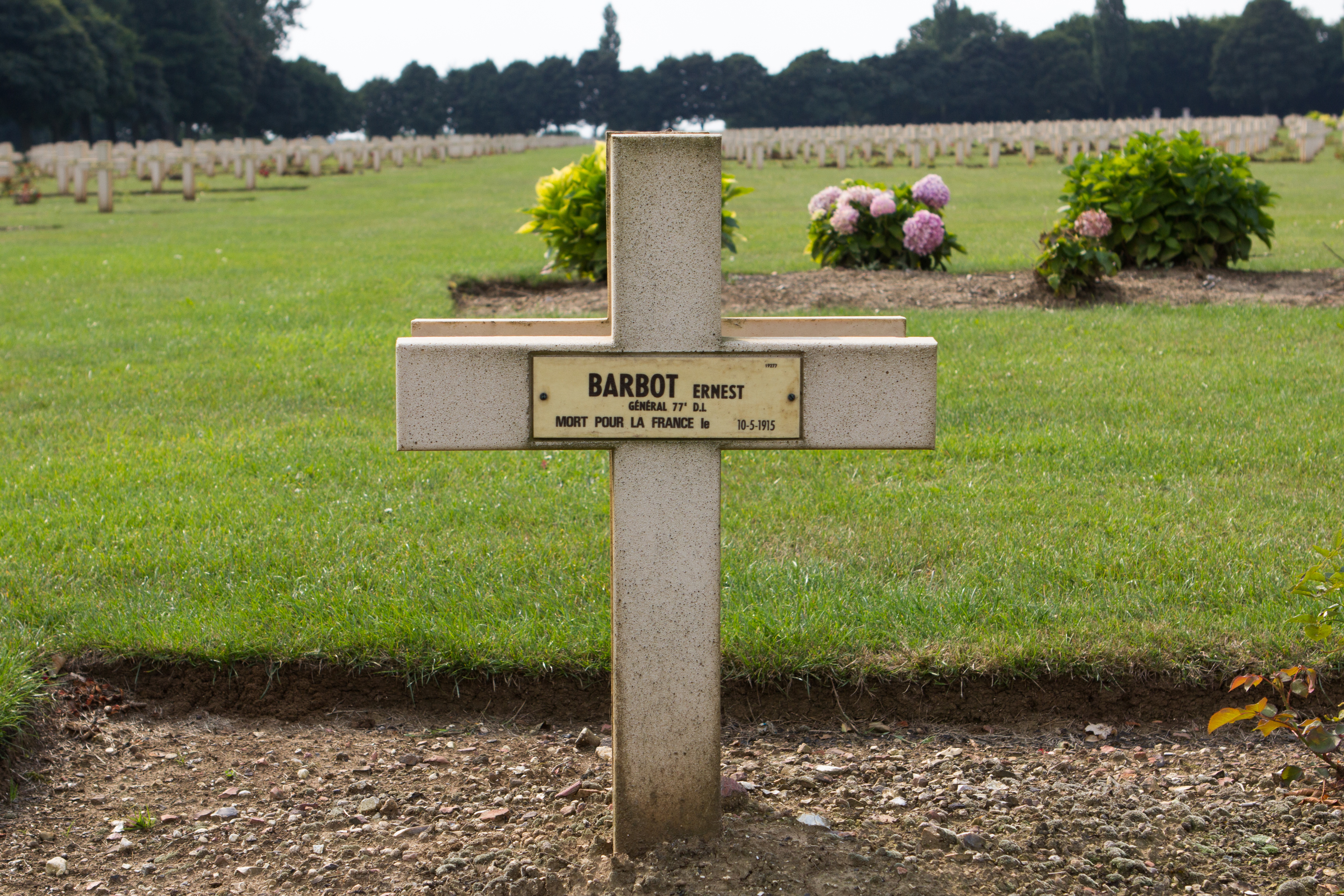
La tombe du général de brigade français Ernest Barbot au cimetière militaire Notre-Dame-de-Lorette.

La liste des généraux morts pendant la Première Guerre mondiale recense les officiers généraux des différents belligérants morts des suites des combats (tués au combat ou morts des suites des blessures reçues) du 28 juillet 1914 (première déclaration de guerre, de l'Autriche-Hongrie à la Serbie) au 10 août 1920 (signature du dernier traité de paix, celui de Sèvres).

## Allemands
- Possibilité de se reporter aux catégories indicatives suivantes :
  - Generalfeldmarschall de l'Empire allemand de la Première Guerre mondiale
  - Militaire allemand de la Première Guerre mondiale

## Britanniques
Durant la Première Guerre mondiale, 78 officiers généraux (à partir du grade de Brigadier-General britanniques ou des Dominions sont morts en service actif.
Se référer à la catégorie Général de l'armée de terre britannique pendant la Première Guerre mondiale.
Consulter la liste des généraux britanniques (en).
Parmi ceux-ci :
- Général Robert George Broadwood, né en 1862, mort de ses blessures subies au combat, en 1917.
- Général Paul Aloysius Kenna, né en 1862, mort en combattant lors de la bataille de Gallipoli, en 1915.
- Général Samuel Lomax, né en 1855, mort de ses blessures subies lors d'une attaque d'obus lors d'une réunion militaire, en 1915.

## Italiens
- Voir à titre indicatif Militaire italien de la Première Guerre mondiale

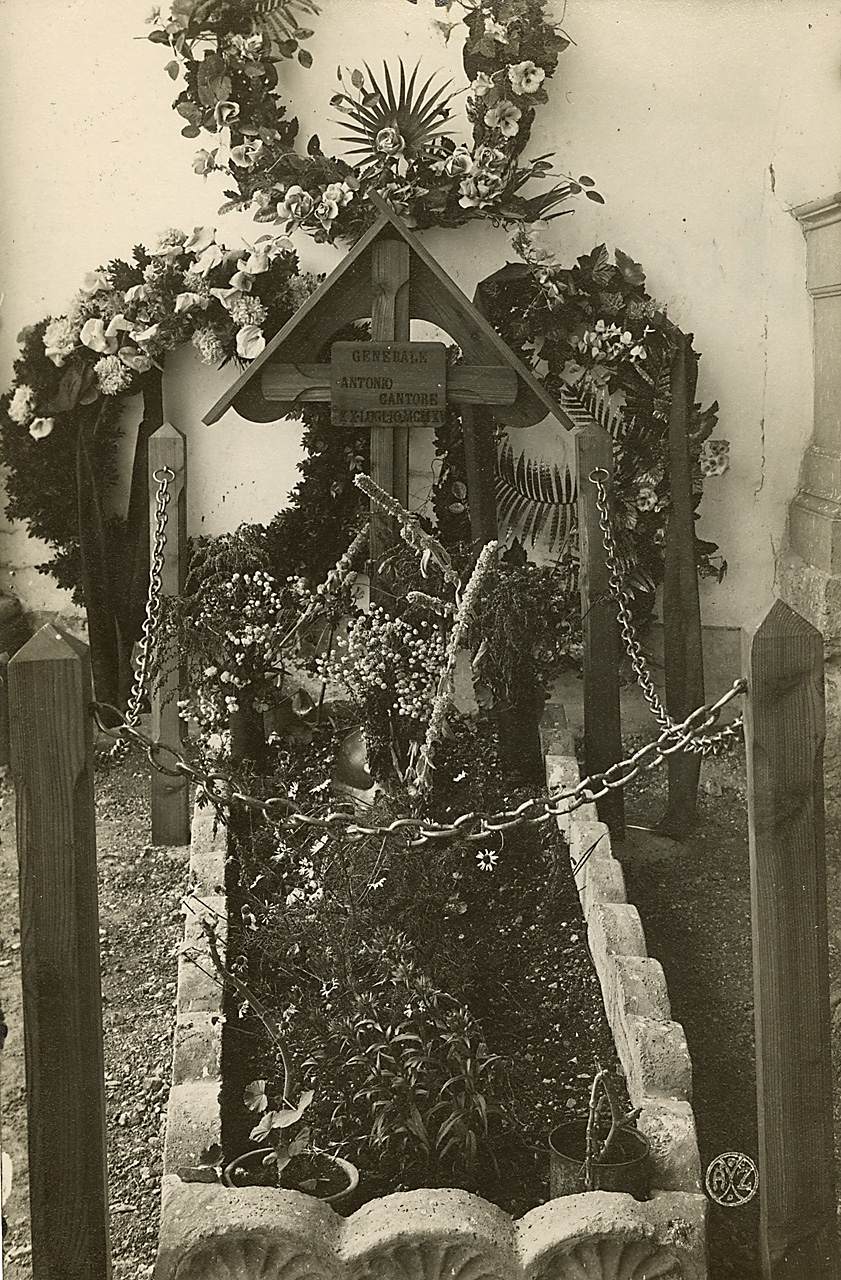
Tombe du général italien Antonio Cantore, mort en 1915 pendant la Première Guerre mondiale

- Général Antonio Cantore, né en 1860, mortellement blessé en 1915 alors qu'il effectuait une reconnaissance sur le front austro-hongrois.
- Général Achille Papa, né en 1863, mortellement blessé par un éclat d'obus en 1917 alors qu'il effectuait une inspection des avant-postes sur le front de l'Isonzo.

## Ottomans
- Faik Pasha (en), mirliva (grade équivalent à général de brigade), commandant du 2e corps d'armée de l'Empire ottoman, mort le 30 août 1916 en recevant une balle pendant les combats dans le Caucase.

## Roumanie
- Général Ioan Dragalina, né en 1860, mort de ses blessures en 1916, subies lors d'une inspection sur la ligne de front, près du monastère Lainici.
- Général David Praporgescu, né en 1856, mortellement blessé en 1916, en combattant lors de la défense de la vallée d'Olt.

## Autres nations
- Voir Personnalité militaire de la Première Guerre mondiale